# 稻泉连
稻泉连（1979年2月15日—）是一位日本作家。

## 生平
1979年生于日本东京都，1997年通过大学入学资格检定进入早稻田大学，2002年毕业于早稻田大学第二文学部。

## 著作
- 《工作漂流》，上海译文出版社，2019年7月，ISBN 9787532781058

## 荣誉
- 1997年获得第59回文艺春秋读者奖
- 2005年获得第36回大宅壮一非虚构文学奖[3]